# 博恩哈根
博恩哈根（德語：Bornhagen）是德国图林根州的市镇，隶属于艾希斯费尔德县。总面积为6.57平方千米，截至2023年12月31日总人口为251人。

## 图库

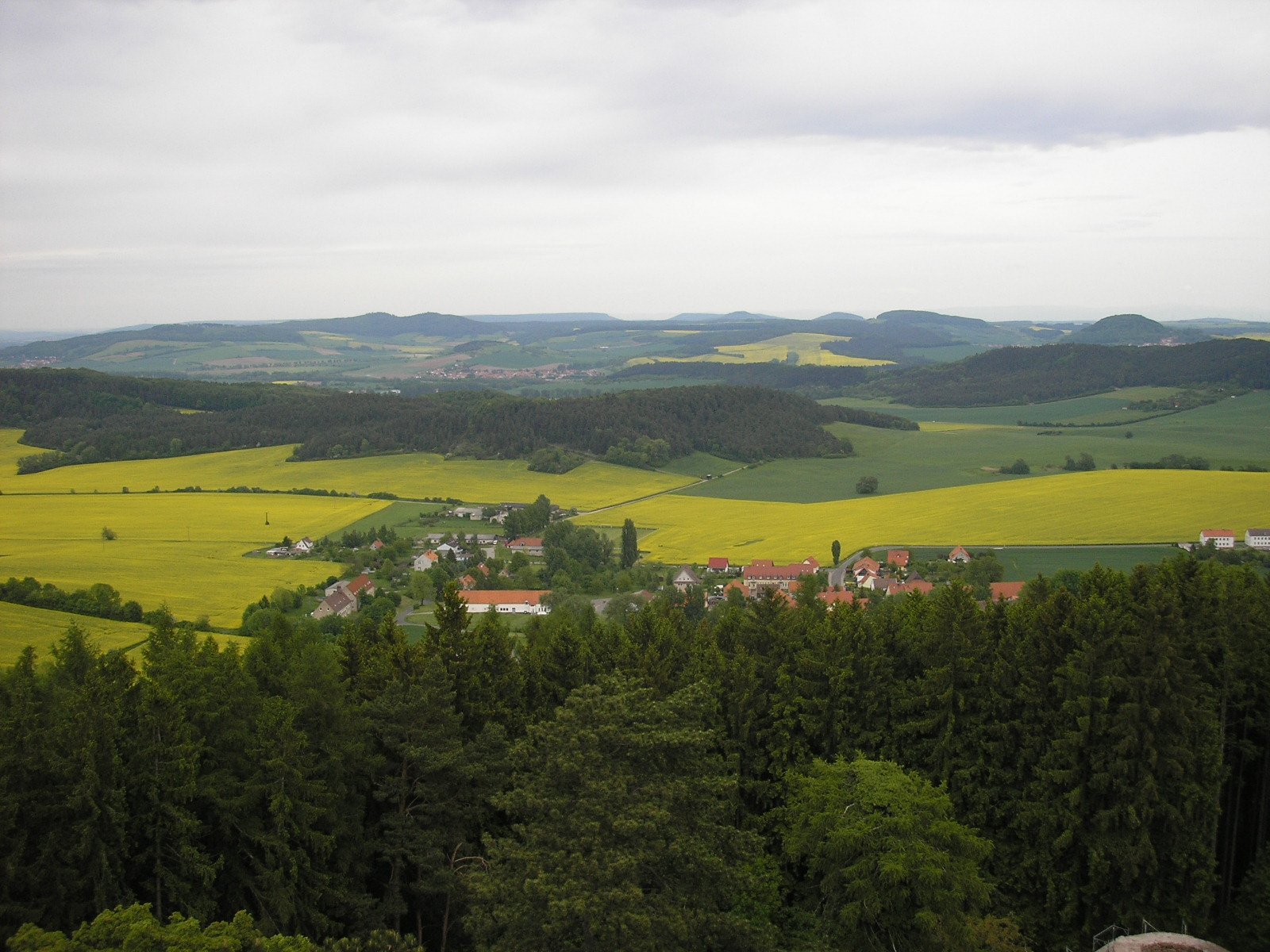
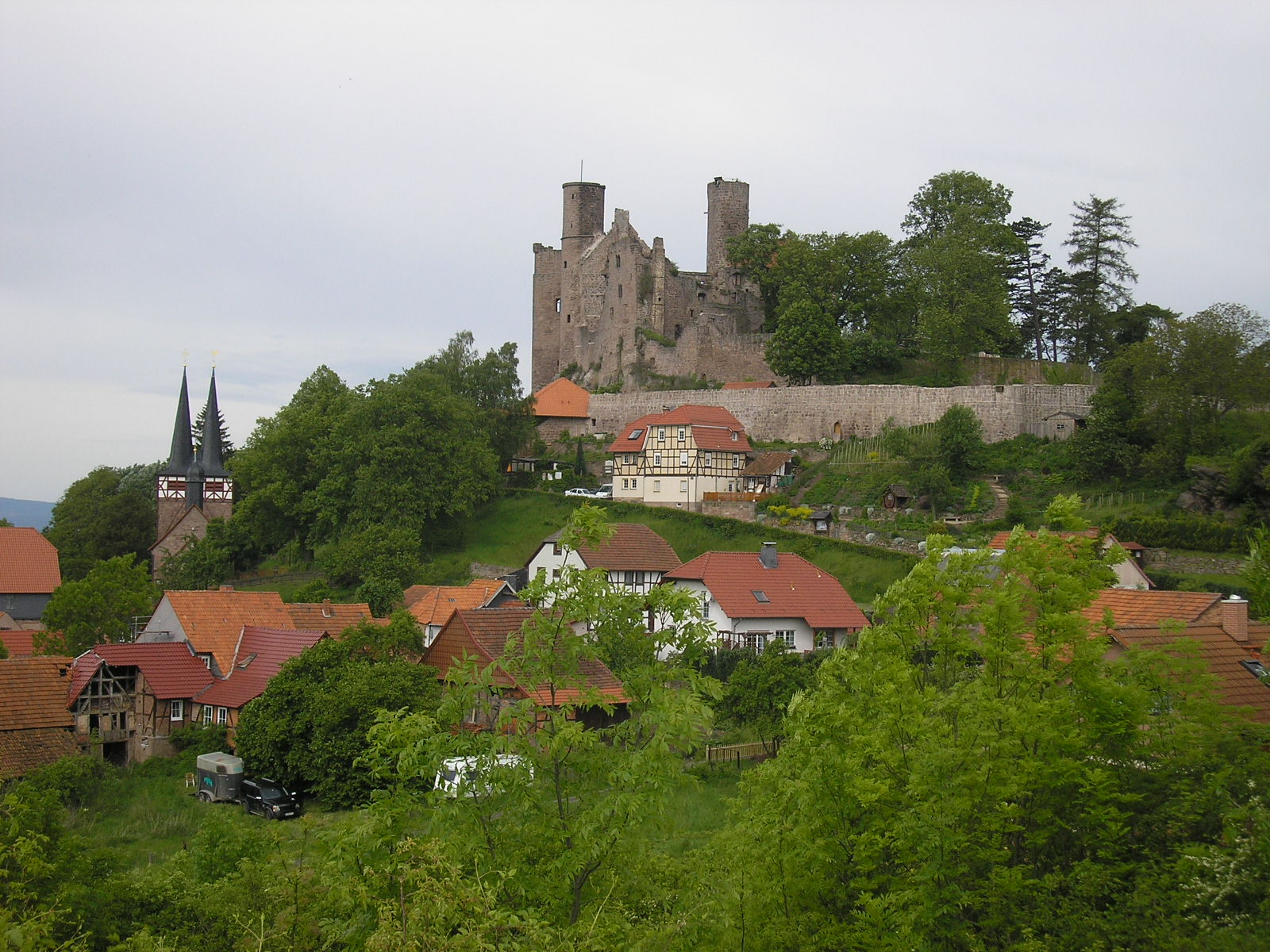
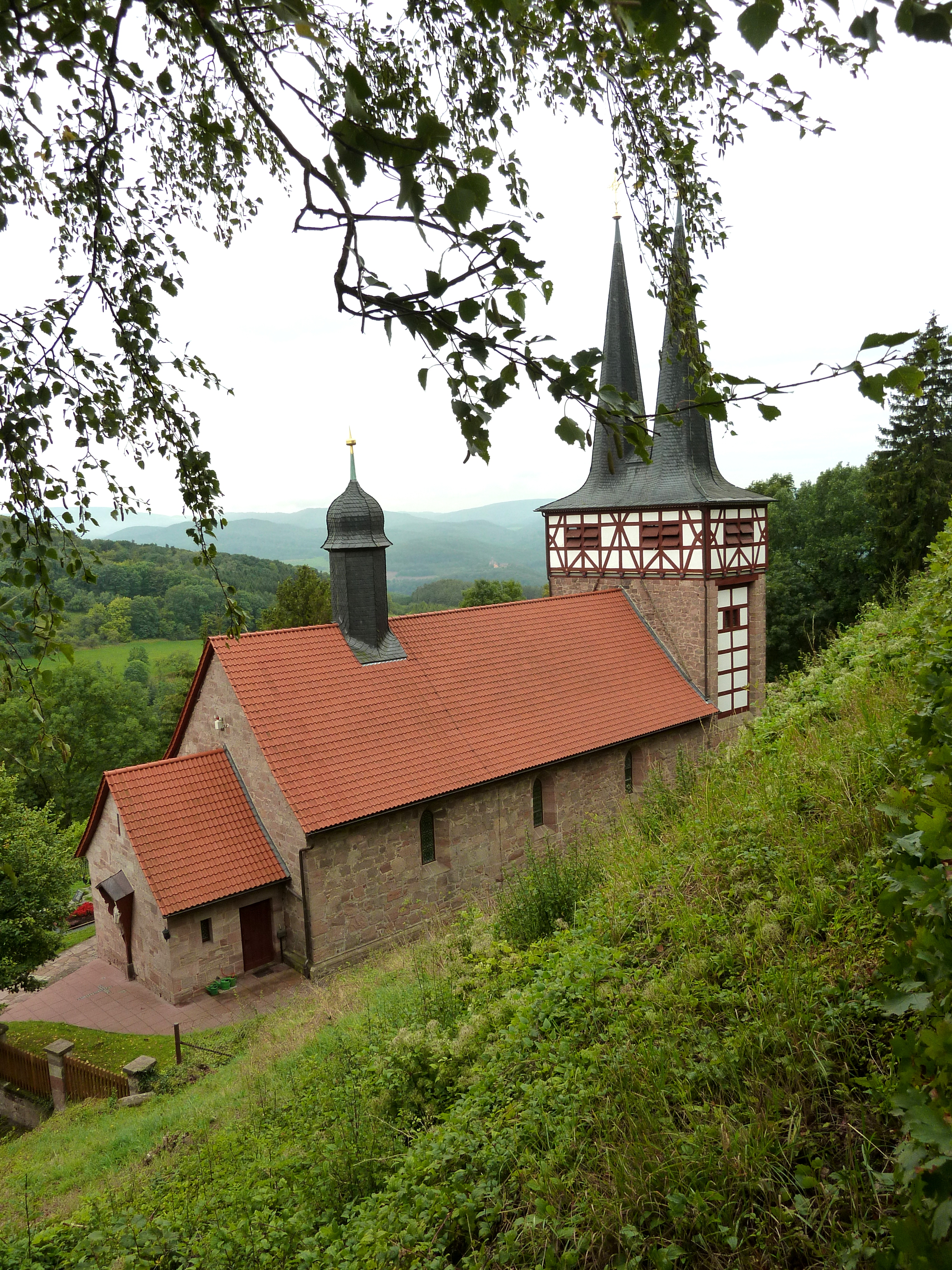
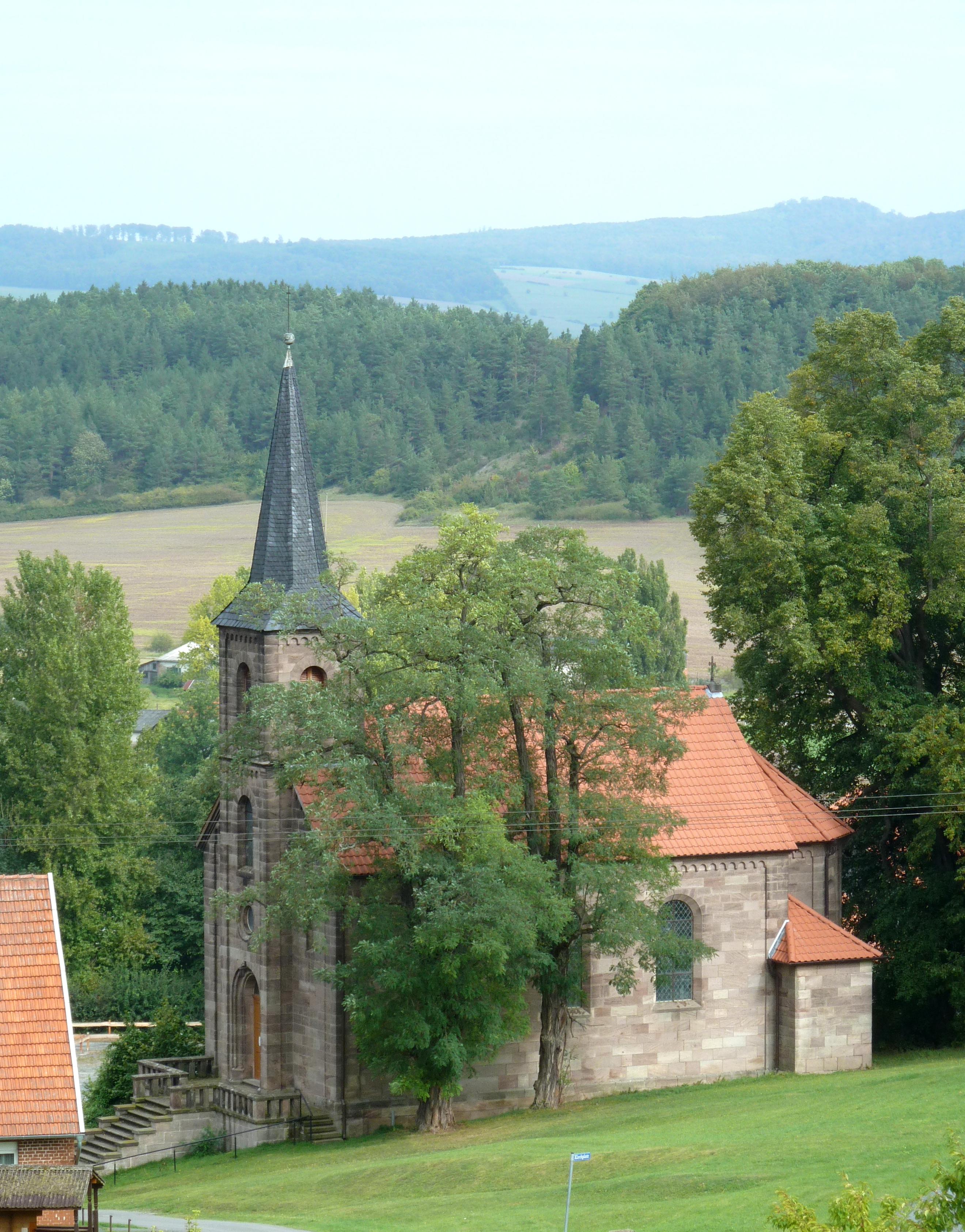
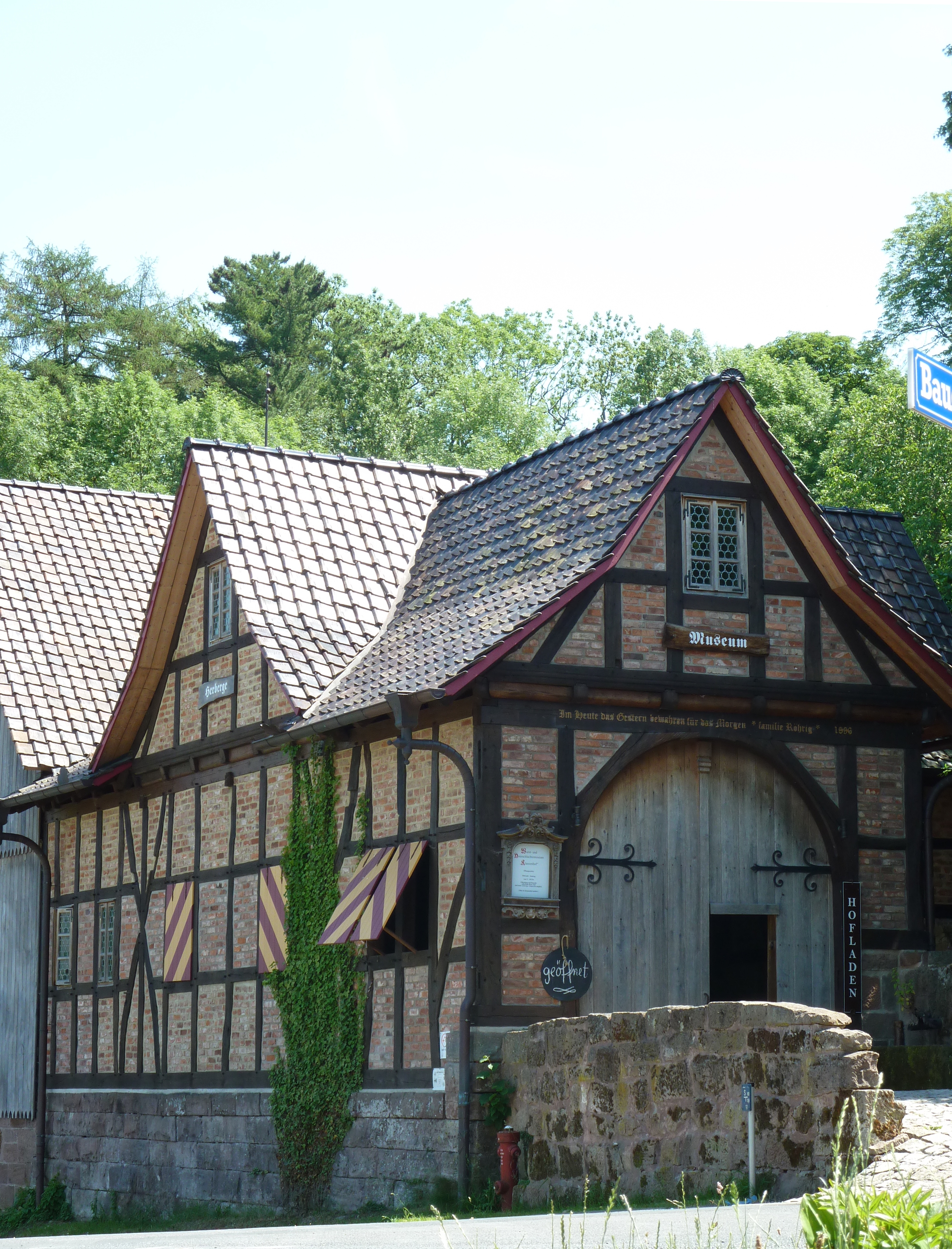